# 白旗一揆
白旗一揆（しらはたいっき）とは、南北朝時代から室町時代の武蔵国と上野国の国人一揆である。

## 概要
白旗一揆は平一揆と双璧を成す国人一揆（同族的な集団）である。
北武蔵の武蔵七党である児玉党と村山党を中心に結成されたとする説、猪俣党も加わっていたとする説。児玉党（塩谷氏）と丹党（高麗氏）、私市党（久下氏）の武蔵七党と藤原氏系（別府氏）を中心に結成されたとする説がある。
薩埵山体制の一翼を担った平一揆と比べると、政治的な派手さはないが戦歴は互角である。初登場は1348年（正平3年/貞和4年）の四條畷の戦い あるいは1352年（正平7年/文和元年）の武蔵野合戦とされる。ただし児玉党など北武蔵の武士は南朝方にも居たので、分裂した戦いだった。白旗一揆は当時の武蔵守護であった高氏の影響下で編成されたとみられるが、その後観応の擾乱で高氏が滅亡した後も北朝方として、足利尊氏や鎌倉公方足利基氏、関東管領畠山国清や上杉憲顕の下で戦った。
平一揆は1368年（正平23年/応安元年）の武蔵平一揆の乱で滅びた。一方、白旗一揆はその後も長く存続したが、組織としては上州一揆（上州白旗一揆）、武州一揆（武州北白旗一揆と武州南白旗一揆）という国一揆（地域的な集団）に分かれた。国や地域ごとの分化は14世紀から15世紀に行われたとされ、小山義政の乱の時に起きたという説がある。分化の原因は一揆が主体的に分かれたとする説と、鎌倉公方や関東管領など上位権力の要請を受けて分かれたとする説がある。
元々、白旗一揆は守護であった高氏や足利尊氏との関係で成立したとされ、鎌倉府との関係は希薄であったが、鎌倉府の権力が伸長すると室町幕府との歴史的関係を利用して自律性を保ちつつ、鎌倉府への従属を強めていった（ただし、白旗一揆と室町幕府のつながりは希薄化・名目上のみになっており、同一揆が奉公衆や京都扶持衆であったことを意味する訳ではない）。当時の白旗一揆は千葉氏や小山氏のような関東地方の有力大名に準じた政治的地位にあったとみられている。
ところが、鎌倉公方と関東管領（上杉氏）の対立が深刻化していくと、白旗一揆の置かれた状況は複雑なものになってくる。鎌倉公方は白旗一揆の直轄軍化を進め、一方関東管領も兼務する上野・武蔵の守護としての権限を利用して白旗一揆の守護軍への編入を図ったことによる。両者が対決し、更に室町幕府も介入した永享の乱や結城合戦では白旗一揆は幕府も含めた三者三様の誘いにもかかわらず日和見的な対応を取り続けた。結城合戦の最終段階であった結城城攻防戦では白旗一揆も幕府方に合流し、両国の白旗一揆の代表が諸大名とともに軍議に参加している（『鎌倉持氏記』）。
その後も白旗一揆は存続したとみられているが、享徳の乱によって鎌倉公方が下総国に移り（古河公方）、関東管領が幕府に代わって古河公方追討に乗り出すと、上野・武蔵の両国から鎌倉府や室町幕府の影響力が失われて守護の関東管領上杉氏一族が掌握するところとなり、三者のバランスの上で成り立っていた白旗一揆の自律性が喪失していった結果、最終的には上杉氏の被官として編入されていったとみられている。

## 沿革
- 1352年（正平7年/文和元年） - 武蔵野合戦[8]。
- 1359年（正平14年/延文4年） - 畠山国清に従い上洛し、南朝と戦う[8]。
- 1382年（永徳2年/弘和2年）- 小山義政の乱[9]。鷲城に突入し大きな犠牲を出したが、鎌倉府の勝利に貢献した。
- 1387年（嘉慶元年/元中4年）- 小田氏の乱[9]。
- 1416年（応永23年）- 上杉禅秀の乱[9]。
- 1423年（応永30年）- 小栗満重の乱[9]。鎌倉府方の軍勢として、北一揆が参戦。
- 1426年（応永33年）- 甲斐国の武田信長を討伐[9]。北一揆が参戦。